# Porsche Tennis Grand Prix 1997
Porsche Tennis Grand Prix 1997 — жіночий тенісний турнір, що проходив на закритих кортах з твердим покриттям Filderstadt Tennis Club у Фільдерштадті (Німеччина). Належав до турнірів 2-ї категорії в рамках Туру WTA 1997. Відбувсь удвадцяте і тривав з 6 до 12 жовтня 1997 року. Перша сіяна Мартіна Хінгіс здобула титул в одиночному розряді, свій другий підряд на цьому турнірі.

## Фінальна частина

### Одиночний розряд
Мартіна Хінгіс —  Ліза Реймонд 6–4, 6–2
- Для Хінгіс це був 17-й титул за сезон і 23-й — за кар'єру.

### Парний розряд
Мартіна Хінгіс /  Аранча Санчес Вікаріо —  Ліндсі Девенпорт /  Яна Новотна 7–6, 3–6, 7–6
- Для Хінгіс це був 18-й титул за сезон і 24-й — за кар'єру. Для Санчес Вікаріо це був 5-й титул за сезон і 78-й — за кар'єру.